# Laurent Rachou
 (décembre 2011).
Si vous disposez d'ouvrages ou d'articles de référence ou si vous connaissez des sites web de qualité traitant du thème abordé ici, merci de compléter l'article en donnant les références utiles à sa vérifiabilité et en les liant à la section « Notes et références ».
Laurent Rachou, né le 1er novembre 1962 à Talence (Gironde), mort le 24 novembre 2014   à Auch (Gers) , est un  dramaturge, comédien et metteur en scène français.
Formé à la méthode Copeau, par Jean-Louis Lagoanère, compagnon de route de Louis Jouvet et Charles Dullin, il joue de nombreux auteurs classiques et contemporains.
Décidé à exprimer ses idées et sa vision du monde, il écrit et réalise ses propres pièces. Surnommé le rebelle aux cent causes, il engage sa parole et ses créations tant dans les domaines pédagogiques, sociaux, politiques et bien sûr culturels. Il est le créateur de nouvelles formes de concepts scéniques, comme les « diapo-éthiques », les « confédanses », les « expo-vox »... De Bordeaux à Paris, en passant par Montréal, c’est en 1995 qu’il s’établit dans le Gers, où il décide de défendre la culture pour tous en milieu rural. Depuis 2010, il était conseiller municipal de la ville de Lectoure.

## Écritures scéniques (non représentées)
- 1988 :   In vino véritas * Son et lumière
- 1989 :   L’album et Kantouvitouva * Comédie-collage, (d'après l'œuvre de Charles Trenet)
- 1990 :   Elle hait Moi * Comédie-monologue
- 1991 :   L’Ane & l’Homme * Comédie-musicale
- 1992 :   Les ananas bleus * Comédie-politique
- 1995 :   Le bocal * Comédie-sociale
- 1997 :   Avez-vous l’esprit 16 ? * Comédie-policière (d’après la vie et l’œuvre de Conan Doyle)
- 1998 :   Don Quichotte * Opéra-play-back / L’Ecclésiaste * Théâtre-théologique
- 1999 :   Tout Molière ou presque... * Comédie-collage / L’Ô * Comédie-science-fiction / Mystère Guy * One man show
- 2000 :   Pierrot * Comédie en vers (d’après « Les Secrets de la Nuit » de Michel Tournier) /...et l’Homme mesura le monde * Théâtre de rue
- 2001 :  Les amants de lumière * Théâtre d’ombres / Des serfs aux pecnocrates * Théâtre de plein air / Le mystère de Terraube * Théâtre-Historique
- 2002 :   Les 4 éléments * Son & Lumière
- 2003 :   Cheval de plume  * Théâtre-poétique / Marco Polo * Fresque lumineuse
- 2004 :   Mona et moi * Fresque lumineuse (d’après l’œuvre de Léonard de Vinci)
- 2005 :   La Mort du Duc d'Enghien * Théâtre-historique
- 2006 :   Grain d'Or * Théâtre-historique
- 2007 :   La noce * Théâtre-social
- 2008 :   Peter Paon * Théâtre-social
- 2009 :   Cette obscure clarté.. * Son et lumière itinérant / A la guerre comme à la guerre * Théâtre-historique

## Théâtre (interprète pour compagnies extérieures)
- 1978-1986 : L’école des femmes (Molière) / Le Médecin malgré lui (Molière) / Les Précieuses ridicules (Molière) / L'Île des esclaves (Marivaux) / George Dandin (Molière) / Adieu Berthe (Francis Blanche) / Chat en poche (G. Feydeau) Du cerfeuil dans les oreilles 1 (F. Bouchet) / Les jours heureux (C. A. Puget) / Sud (J. Green) / Monsieur Badin (Courteline)
- 1987-1989 : La Passion de Jean (J.M Despeyroux) / Le fils de l’Homme (J.M Despeyroux) / Du cerfeuil dans les oreilles 2 (F. Bouchet) / Un baobab dans la carlingue (F. Bouchet)
- 1995 :  Une histoire des Templiers * Conférence-théâtrale (R. de Bicky)
- 2003 :  Le Barbier de Séville (Beaumarchais)

## Créations et réalisations théâtrales
- 1988 :   Tout a été dit 100 fois sur Boris Vian * Cabaret
- 1989 :   Scènes z’à la Carte * Cabaret / Attentats à l’humour 1 et  2 * Cabaret
- 1992 :   En attendant Godasse 1 * Cabaret
- 1993 :   Monsieur 2 de La Fontaine * Théâtre-biographique
- 1994 :   Femmes et Fou  * Théâtre-social
- 1995 :   Le film des films * Son et lumière
- 1996 :   Le miracle de Jacques * Théâtre-médiéval / Les Bucoliques * Théâtre-antique (d’après Virgile)
- 1997 :   K barré * Cabaret / La grande geste * Théâtre-médiéval / Les gueux * Théâtre-médiéval / Égocide * Théâtre-policier / Entre Gers et Garonne * Son et lumière / Scènes sur la Cour * Théâtre-classique
- 1998 :   Roméette & Julio * Cabaret / Grandis-Fundus * Son et lumière
- 1999 :   Qui perd Noël? * Cabaret / Ma Gascogne * Théâtre-conté
- 2000 :   Sous les pavés ? Prévert !  * Cabaret  / L’Apocalypse fut demain… * Lecture-Chœur-Orchestre
- 2001 :   Un jour d’éternité * Théâtre d’ombres vivantes (commémoration des 800 ans de la fondation de l'Abbaye de Flaran - 32)
- 2002 :   Les petits métiers * Théâtre-conté
- 2003 :   Le chemin est la vie * Théâtre-historique
- 2003 :   Le Marquis des Îles d'Or * Théâtre-historique
- 2004 :   Je suis un chien * Spectacle-hommage (d’après l’œuvre de Léo Ferré) / Les blés de la nuit * Spectacle-sociétal
- 2005 :   Le soldat oublié * Théâtre-historique / En attendant Godasse 2 * Cabaret
- 2007 :   Ainsi parlaient nos soldats... * Théâtre-historique / Nostradamouche * Théâtre-historique
- 2008 :   Histoire(s) de femmes * Théâtre-historique / Le Procès des Cagots * Théâtre-historique
- 2009 :   La dernière nuit de la Reine Margot * Théâtre-historique / Le d'Artagnan des mers * Théâtre-historique
- 2010 :   Il était une fois l'Armagnac * Théâtre-conté
- 2011 :   Peplum's * Journée de reconstitution de la vie romaine au IVe siècle ap. J.-C.

## Créations chorégraphiques
- 2005 :   Le Labyrinthe des Templiers * Spectacle-historique
- 2006 :   Il était une fois la vie * Spectacle-sociétal
- 2007 :   Gérard Magnac, l’homme qui aimait les flammes * Spectacle-biographique / Viva Don Quichotte ! * Spectacle-littéraire / Femmes… * Confédanse / Le poète, le soldat et le philosophe * Confédanse
- 2008 :   Tu me plaies ! 1 * Spectacle-social - Danse contemporaine
- 2010 :   Tu me plaies ! 2 * Spectacle-social - Danse contemporaine

## Créations d’événementiels
- 1994 :   Les olympiades * Festival de sport et culture
- 1997 :   Monsieur Jasmin *  Festival poétique urbain
- 1998 :   Le Jodel * Festival d’arts et d’artisanats
- 1999 :   Les veillées * Soirées thématiques de quartier / Hors-saison  * Scène-ouverte pour jeunes artistes
- 2002 :   Lo bon Henric  * Cortège et réception d’Henry IV par la ville de Cézan - 32
- 2005 :   7 Jours-7 Villages * Voyage thématique d’arts et artisanats
- 2006 :   Moissons * Festival culturel

## Créations chantées
- 1993 :   La Révolte des animaux  * Comédie-musicale
- 1994 :   Arlequin et le voleur de couleurs  * Comédie-musicale
- 1995 :   Monsieur Montand  1 * Récital-biographique
- 1996 :   Pouêt ! Vos papiers ! * Récital-interactif
- 1997 :   Histoire de France en chansons * Récital-pédagogique
- 1998 :   Croquenots et petits pieds * Comédie-musicale
- 2001 :   Au temps de Fernand * Récital-historique
- 2002 :   Chantez-moi l’Amour ! * Récital-thématique
- 2008 :   Brel, l’homme déchiré du XXe siècle * Récital-historique
- 2011 :   Monsieur Montand  2 * Récital-biographique

## Spectacles balades contés
- 1993 :   Cent-Balles le marin / Uni vers l’univers /Le roman de Renart
- 1994 :   La révolte des animaux / Ours et ourzo / Loup y es-tu ?
- 1995 :   Mère Méditerranée / l’Afrique / Noëls / Mon ours à moi
- 1996 :   Pierre à Pierre / Contes de Barennes / L’Europe /Cauchemars / Chez moi, 6e étage, porte B…
- 1997 :   Les Êtres de mon moulin / Souris ! / Insectes / La Vie / Un béret dans les étoiles / Pays et paysans / Histoires de chasse
- 1998 :   Indiens / Cosmogonies / Merveilleux gascon/ La lune / l’amour / Le Père-Fêtard / Fêtes du monde / Au fond des forêts
- 1999 :   Maupassant / Les santons / Amérique du Sud / Berroï  /Pistache a disparu ! / Les conscrits
- 2000 :   Cent ans de Bladé / Le vin / Le livre / Odysseus / Miam ! / Pirlouette / Ciel ! / A Compostelle !
- 2001 :   Sorts et sorcières ! / L’homme qui a vu l’Homme / Aventures / L’alchimiste / Etoiles  / Canton de Condom
- 2002 :   Pays de Bretagne / Ce que dit le lieu-dit / Madame la nuit / In vino véritas
- 2003 :   Contes aux jardins / Noëls gascons
- 2011 :   Quand les bêtes parlaient...

## Lectures et autres créations
- 1991 :   Centenaire Arthur Rimbaud
- 1992 :   10 sketches pour le comique parisien Rémy Rosello
- 1993 :   Les Amaz’ôms * Comédie-cirque
- 1994 :   Les Rougon-Macquart / Centenaire Guy de Maupassant / Centenaire Louis Ferdinand Céline / Bicentenaire André Chénier
- 1995 :   Les mots dits  / Le feu / Totor (Victor Hugo pour les enfants) / Histoire(s)en peintures
- 1996 :   La vision de Dante de Victor Hugo (visite ambassadeur d’Italie) / Femmes ! / Centenaire André Breton / Tricentenaire Madame de Sévigné
- 1997 :   Être jeune  / Un temps, un soupir * l’Europe romantique du 19e S.
- 1998 :   Une voix dans la nuit  * Improvisation-poétique  / Cuba si ! / Les républicains espagnols / La fleur au chapeau
- 1999 :   Tout Hugo ou presque... / Tricentenaire Jean Racine / Roland et ses 40 montagnards
- 2000 :   Centenaire Jacques Prévert
- 2002 :   Bicentenaire Victor Hugo / Vie & œuvre de Guillaume Apollinaire
- 2003 :   Amnesty International * Exposition Salgado / Centenaire Raymond Queneau
- 2005 :   Tout ce que vous voulez ! * Théâtre d’objets-improvisation
- 2006 :   Faisons un rêve * Création in-vivo des rêves des spectateurs
- 2009 :   Soirées lectures pour lycéens internes
- 2010 :   Amour propre * Témoignages de femmes battues
- 2011 :   Résistance et indignation

## Œuvres poétiques
- 1987 :   Exorcismes * Dessins Jacques Lusinier, éd. Le Polygraphe
- 1988 :   Jeux-Croix * Photos Pierre Poras, éd. Le Polygraphe
- 1989 :   Moiz’eaux  * Dessins Frédérique Nanjod, éd. Le Polygraphe
- 1996 :   Histoire d’une goutte d’eau, éd. Le Polygraphe
- 2005 :   Blue, éd. Le Polygraphe
- 2006 :   Eroscopisme  * Poèmes, éd. Le Polygraphe
- 2007 :   Bleu, Blanc, Chants rouges  * Poèmes, éd. Le Polygraphe
- 2008 :   Q comme... Quotidien * Poèmes, éd. Le Polygraphe

## Œuvres littéraires
- 2005 :   Piercing (nouvelle) * lauréat concours éd. Noires de Pau
- 2007 :   A à Z  * Recueil de nouvelles
- 2008 :   Agde-Perles noires * Recueil de nouvelles
- 2009 :   La 11e Porte * Roman coécrit avec Pierre Léoutre éd. Books on Demand
- 2010 :   Le Sourd du muet (nouvelle) * lauréat concours Centre national du cinéma et de l'image animée / C.N.C

## Autres ouvrages
- 2002 :  Les gens et légendes de Castéra-Lectourois, éd. Le Gasconteur
- 2005 :  Dictionnaire des rues de Lectoure[3], éd. Le Gasconteur
- 2006 :  Jacques a dit...   * Dictionnaire des pensées de Jacques Brel

## Conférences
- 1989 :    L'adolescence
- 1990 :    Bulles et planches * Histoire de la bande dessinée / La nature * Diapo-éthique
- 1991 :    Avant et après Molière	* Histoire du théâtre / La vie * Diapo-éthique
- 1992 :    Espace et temps qui passe / L’univers - le système solaire - la terre / Poètes espagnols * Diapo-éthique
- 1993 :    Des atlantes à E.T. * Histoire des extra-terrestres /  Les lendemains radium * Histoire de la révolution industrielle / Histoire de la poésie française * 38 modules / Le roman épistolaire
- 1994 :    Du muet au virtuel * Histoire du cinéma / J’oie de canard * Histoire de l’oie et du canard
- 1995 :    Plus jamais çà ! * Histoire de la résistance française / Les Templiers, grandeur et mystères d’un ordre / Mon histoire de la chanson / La Commune en rouge et noir * Histoire de la Commune de 1871
- 1996 :    Si j’étais président ? * Histoire des présidents de la république française
- 1997 :    Pourquoi l’école ?  * Histoire de l’école primaire / Ma langue d’oc * Histoire de la poésie occitane
- 1998 :    Paix et tolérance * De l’édit de Nantes à l’O.N.U
- 1999 :    Le sabre et l’électron * La campagne d’Égypte de Bonaparte / Qui fait la police ? * Histoire de la police de Vidocq à Prouteau / Surréalisme en peintures * Diapo-éthique
- 2000 :    L’âme paysanne * Histoire de l’exode rural au 20e siècle / Surréalisme et publicité
- 2001 :    Tout le monde le sait... * Pour une communauté dans la commune
- 2002 :    Victor Hugo politique * Les combats de sa vie
- 2003 :    De Moïse à Mozart * Histoire de la liberté / La relation amoureuse
- 2004 :    Histoire de prénoms / La vigne
- 2005 :    Les Templiers ont découvert l'Amérique / Histoire de la danse
- 2006 :    Je vous salue ma rue! / Le corps en morceaux-1 et 2 / Corps et records
- 2007 :    Le rire de Bergson / Histoire du théâtre 2
- 2008 :    Résistance et surréalisme * Diapo-éthique
- 2009 :    Libres ou mourir * Diapo-éthique
- 2010 :    Le français ludique
- 2011 :    Les Désastres de la guerre de Francisco Goya * Diapo-éthique

## Expositions
- 1995 : Une histoire en 200 peintures * Expo-vox
- 2000 : Si j'étais président... * Expo-vox
- 2008 : Eroscopisme * Expo-vox

## Radios
- 1988/90 :   N.R.J et Europe 2 * Pub, voix, imitations
- 1999/00 :   R.D.M * « Paroles de Gascons » Chroniques Culturelles + « La Parole est aux Gascons » Rencontres et Interviews
- 2001/02 :   Radio Val de Baïse  * Contes et poésies

## Journaux (articles et éditions)
- 1988-1989 :  Bordeaux-Gironde * Publication culturelle
- 1991-1994 :  Alexandre * Publication poétique
- 1995-1996 :  Le Lien * Journal cantonal

## Enregistrements
- 2001 :  Les Contes de Gascogne * Contes de Jean-François Bladé (7  volumes) / Visite guidée de la ville de Lectoure
- 2001 :  Un Jour d’éternité * Histoire de l’abbaye de Flaran
- 2003 :  Ma Gascogne * la Gascogne du Déluge au premier tracteur
- 2004 :  Contes de La Fontaine / Contes Bleus / La Sepmaine (La Semaine) de Guillaume du Bartas

## Scénario et création vidéo et photo
- 1990 :  Oniris
- 2000 :  La Belle et la Bête * Vidéo-ombres
- 2001/02 :  Billy the clip * Western-vidéo
- 2002 :  Le voleur de Pastonge * Roman-photo
- 2003 :  Le désordre amoureux / La Dernière Bande  * Adaptation vidéo de l'œuvre de Samuel Beckett
- 2004 :  Le cœur mangé * Adaptation vidéo de l'œuvre de Jean-François Bladé

## Filmographie (interprète)

### Cinéma
- 2011 :  Un homme d'État : Réalisateur Pierre Courrège

### Télévision
- 2013 :  Une histoire de la cuisine sur ARTE

## Ateliers et séminaires
- 1990 :  Chôme qui Peut ! * Atelier d’expression avec des demandeurs d’emploi de Guy Bertil
- 1991 :  Recréation  * Atelier d’expression avec des ecoliers
- 1992 :  Liberté ! * Atelier d’expression avec des détenues
- 1992 :  Génération 2000 * Atelier d’expression avec des enfants de cités
- 1993 :  Hier, aujourd’hui était demain * Atelier d’expression avec des anciens
- 1994 :  Souviens-toi... * Atelier d’expression avec des malades d’Alzheimer / Si on vous dit... * Atelier d’expression avec des chefs d’entreprises
- 1995 :  Contes in’ * 130 spectacles de contes créés avec des enfants
- 2000 :  Séminaires pour personnel soignant de Pierre Lafforgue, pédopsychiatre
- 2006 :  Séminaires pour médecins
- 2007 :  Atelier d’expression pour centre médical psychologique

## Metteur en scène pour troupes amateurs
- 1995-2000 : La plume du poète ; Les dix-heures du soir ; Les imprévisibles ; le T.H.L (Théâtre Historique Lectourois)…

## Écritures de chansons
- 1987-2011 : Ha ! Bush que veux-tu ? ; Bush closed ; je marche ; le repenti ; le quatrain à chanter ; tous ces grands cons ; le crachat ; tous les chemins ; raid red raide ; où allons-nous ?; la cigale et la fourmi ; cloporte ; les murs ; la rue meurt ; la vie end rouge ; pro fête ; le paradis perdu ; la dernière fois ; jamais toujours ; ils étaient trois ; mots dits ; le cancer ; le petit coin de bois ; you ghost live ; j’aime tant ; le bonheur des uns….

## Divers
- 1993 :  Rosalinde * scénario de B.D
- 1996/1998 : Accueil et service Syndicat d'Initiative - Miradoux (32)
- 1999 :  Jeu Sais ! * Jeu de piste
- 2000 :  Loto Quiz * Jeu de connaissance / Pirlouette * scénario de B.D
- 2001 :  Jeu de l’éléphant * Jeu de piste / J ’Oie ! * Jeux de piste à thèmes régionaux
- 2002 :  Chacun son chemin * Jeu de découverte des chemins de Compostelle / Néma * scénario de B.D
- 2003 :  Les Armagnades * Jeux de plein-air / Animateur (enfants - adolescents - adultes), D.J et guide touristique pour le Groupe Azureva
- 2004 :  Cartes postales * Thèmes divers / Mini-pépinières * Action éco-citoyenne pour le reboisement du Gers (concept Pierre Boisseau).
- 2008 :  Le Soldat oublié * scénario de B.D
- 2009 :  Référent adolescents autistes…